# Sylviane Trucios
Sylviane Trucios – francuska judoczka.
Brązowa medalistka mistrzostw Europy w 1976 i 1979; piąta w 1980. Mistrzyni Francji w 1977, 1979 i 1980 roku.